# Geir Henning Braaten
Geir Henning Braaten (nació el 29 de octubre de 1944 en Odalen, Noruega) es un pianista noruego. Estudió en el Conservatorio de Música de Oslo bajo la tutela de Nicolai Dirdal a la edad de cinco, y luego con Robert Riefling. También estudió en Francia con Yvonne Lefébure y Bruno Seidlhofer en Viena.
Hizo su debut en 1966 y ha estado de gira ampliamente. Ha viajado a Turquía, Yugoslavia, Francia, la URSS, los Estados Unidos, Corea, el Oriente Medio, y Taiwán. Actuó en la radio de Hong Kong y tocó con la Orquesta Sinfónica de Tokio. 
Braaten ha colaborado con conductores incluyendo Moshe Atzmon, Aldo Ceccato, Mariss Jansons, Ken-Ichiro Kobayashi, y Walter Weller. Su edición completa de Greig llegó a conciertos con la Royal Philharmonic Orchestra y ganó el premio Midem. Ha colaborado cercanamente con el violinista reconocido mundialmente Aaron Rosand.
Él se ha retirado de su posición de profesor titular en la Academia Noruega de Música pero sigue haciendo muchos conciertos, tanto como solista como miembro de grupos de música de cámara con el violinista Ole Bohn, entre otros.

## Ediciones
- Edvard Grieg, colección entera de piano, vol. I–VII (Doce CDs, Victoria, 1993). The Grieg anniversary.
- Arietta and variations (Pro Musica, 2005).  Con Per Øien y Robert Aitken flauta. Música de Franz y Karl Doppler.
- Xmas greetings from the piano (Simax, 2006)

## Premios
- Premio de Música de la Princesa Astrid, 1967
- Ganador del Concours Debussy en Saint-Germain-en-Laye, 1977
- Medalla en el Concurso Maria Canals en Barcelona, España, 1972
- Mejor edición especial, Reed Midem Organization, 1995
- Premio Gammleng (en noruego, Gammleg-prisen), 1997 en la categoría de clásico.